# Angie Stone
Angela Laverne Brown (Columbia, 18 de dezembro de 1961 – Montgomery, 1 de março de 2025), mais conhecida como Angie Stone, foi uma cantora, compositora, tecladista, produtora musical e atriz norte-americana.
No fim da década de 1970, aos 16 anos, Stone formou, com dois outros elementos, o grupo feminino de rap The Sequence, que se desfez em 1985.
Ao longo da sua carreira solo, lançou dez álbuns e teve singles de sucesso como "No More Rain (In This Cloud)" (1999), "Brotha" (2001) e "Wish I Didn't Miss You" (2002).
Entre 2003 e 2008, Stone recebeu indicações para três Grammy Awards — no caso, para as canções "More Than a Woman (com Joe), "U-Haul" e "Baby" (com Betty Wright). Para além disso, venceu dois Soul Train Lady of Soul Awards em 2000, um para Melhor Single R&B/Soul, por "No More Rain (In This Cloud)", e outro para Melhor Revelação R&B/Soul ou Rap. Em 2004, recebeu um Edison Award — o "Grammy neerlandês" — pelo seu terceiro álbum solo, Stone Love.

## Vida pessoal
Angie Stone teve uma filha nascida no ano de 1984, fruto do seu casamento com Rodney Stone. Durante a década de 90, esteve em um relacionamento com o cantor neo soul D'Angelo, com quem teve seu filho, Michael D'Angelo Archer II, em 1998.
A cantora vivia em Atlanta com seus filhos Michael e Diamond.

### Morte
Stone morreu em um acidente de carro em Montgomery, Alabama, no dia 1 de março de 2025. A cantora e os membros de sua banda estavam viajando para Atlanta após um show em Mobile, Alabama, quando a van Mercedes-Benz Sprinter em que estavam se envolveu em uma colisão. Stone foi a única vítima fatal do acidente.

## Discografia

### Álbuns de estúdio
- 1999 - Black Diamond
- 2001 - Mahogany Soul
- 2004 - Stone Love
- 2005 - Stone Hits: The Very Best of Angie Stone
- 2007 - The Art of Love & War
- 2009 - Unexpected
- 2012 - Rich Girl
- 2015 - Dream
- 2016 - Covered in Soul
- 2019 - Full Circle

### Compilações
- 2005 - Stone Hitsː The Very Best of Angie Stone

### Singlescomo artista principal
- 1999 - "No More Rain (In This Cloud)"
- 2000 - "Life Story"
- 2000 - "Everyday"
- 2000 - "Keep Your Worries"
- 2001 - "U Make My Sun Shine"
- 2001 - "Brotha Part II"
- 2002 - "Wish I Didn't Miss You"
- 2002 - "More Than a Woman" (com Joe)
- 2003 - "Bottles & Cans"
- 2004 - "I Wanna Thank Ya" (com Snoop Dogg)
- 2004 - "Stay for a While" (com Anthony Hamilton)
- 2004 - "U-Haul"
- 2005 - "I Wasn't Kidding"
- 2007 - "Baby" (com Betty Wright)
- 2008 - "Sometimes"
- 2009 - "I Aint Hearin' U"
- 2010 - "Free" (com Young Nate)
- 2012 - "Do What U Gotta Do"
- 2012 - Backup Plan"
- 2013 - "God's Grace"
- 2015 - "Dream"
- 2015 - "2 Bad Habits"
- 2016 - "These Eyes"
- 2019 - "Dinosaur"
- 2023 - "Kiss You"
- 2023 - "The Gym" (com Musiq Soulchild)

### Singlesem que surge como artista convidada
- 2000 - "Keep Your Worries" (Guru com Angie Stone)
- 2001 - "U Make My Sun Shine (Prince com Angie Stonə)
- 2001 - "Be Thankful" (Omar com Angie Stone)
- 2003 -  "Signed, Sealed, Delivered I'm Yours" (Blue com Stevie Wonder e Angie Stone)